# 曼齊尼區
曼齊尼區 是斯威士兰中西部的一個行政區，面積4,093.59 km²，人口355,945（2017年），曼齊尼區分成16個Tinkhundla。首府為曼齊尼市。北邊接壤霍霍，盧邦博在東邊，希塞盧韋尼在其南邊，西邊則是南非的普馬蘭加省。